# Hélène Cattet und Bruno Forzani
Hélène Cattet (* 1976 in Paris) und Bruno Forzani (* 1976 in Menton) sind ein französisches Filmemacher-Ehepaar. Seit 2001 produzieren sie zusammen Kurz- und Langfilme.

## Karriere
Cattet und Forzani wurden beide 1976 geboren und lernten sich 1997 in Brüssel kennen. Sie interessierten sich für das Filmemachen und produzierten 2001 gemeinsam den Kurzfilm Catharsis. Bereits ihr dritter Kurzfilm La fin de notre amour wurde 2004 auf dem Fantasporto-Filmfestival von der Jury lobend erwähnt. Darauf folgten weitere Kurzfilme und schließlich 2009 ihr Langfilmdebüt mit Amer. In der fiktiven Geschichte wird Ana in mehreren Episoden mit Tod und Erotik konfrontiert. Der Film wurde für seine fragmentarische Erzählung gelobt und verschiedentlich ausgezeichnet.
2012 veröffentlichten Cattet und Forzani den Kurzfilm Orgasm, der Teil des Episodenfilms The ABCs of Death ist. In ihrer Folge wird der weibliche Orgasmus als kleiner Tod dargestellt. Der Film ist in Deutschland nur als gekürzte Fassung erhältlich. Bereits 2013 produzierten sie Der Tod weint rote Tränen, indem ein Mann seine verschwundene Frau sucht und dabei anderer Leute Geheimnisse erfährt. Der Film wird dem italienischen Giallo-Genre zugerechnet und erhielt gemischte Kritiken. Dennoch wurde er bei den Magritte-Filmpreisen viermal nominiert und für die Beste Kamera ausgezeichnet.
Als Nächstes produzierten sie 2017 den Western-Thriller Leichen unter brennender Sonne, in dem sich eine Räuberbande in einem französischen Anwesen verschanzen und es zur Konfrontation mit Bewohnern und der Polizei kommt. Der Film feierte beim Locarno Film Festival Premiere und wurde mit mehreren Magritte ausgezeichnet.
Ihr Thriller Reflet dans un diamant mort feierte auf der Berlinale 2025 im Hauptwettbewerb um den Goldenen Bär Premiere und erzählt die Geschichte von John, der in einem Luxushotel an der Riviera wohnt und dessen Nachbar eines Tages spurlos verschwindet. Der Film ist eine Hommage an Spionagethriller der 1960er Jahre.

## Filmografie
- 2001: Catharsis (Kurzfilm, Regie, Produktion)
- 2002: Chambre jaune (Kurzfilm, Regie, Buch, Produktion)
- 2003: La fin de notre amour (Kurzfilm, Regie, Buch, Produktion)
- 2004: L’étrange portrait de la dame en jaune (Kurzfilm, Regie)
- 2006: Santos Palace (Kurzfilm, Regie, Buch)
- 2006: Small Gauge Trauma (Video, Regie)
- 2009: Amer (Regie, Buch)
- 2012: The ABCs of Death (Regie, Buch)
- 2012: Orgasm (Kurzfilm, Regie)
- 2013: Der Tod weinte rote Tränen (L’étrange couleur des larmes de ton corps; Regie, Buch)
- 2017: Leichen unter brennender Sonne (Laissez bronzer les cadavres; Regie, Buch)
- 2025: Reflet dans un diamant mort (Regie, Buch)

## Auszeichnungen (Auswahl)
- 2004: Fantasporto: Besondere Erwähnung für La fin de notre amour
- 2005: Molins Film Festival in der Kategorie Bester Kurzfilm für L’étrange portrait de la dame en jaune
- 2009: Publikumspreis des Montréal Festival of New Cinema für Amer
- 2011: Magritte-Nominierung in der Kategorie Bester Film für Amer
- 2013: Locarno-Film-Festival-Nominierung für den Goldenen Leopard für Der Tod weint rote Tränen
- 2014: Nashville Film Festival: Jurypreis für herausragende Regie für Der Tod weint rote Tränen
- 2017: Locarno-Film-Festival-Nominierung für den Variety Piazza Grande Award für Leichen unter brennender Sonne
- 2017: Strasbourg European Fantastic Film Festival in der Kategorie Bester Film für Leichen unter brennender Sonne
- 2019: Magritte-Nominierung in den Kategorien Bester Film und Beste Regie für Leichen unter brennender Sonne
- 2025: Berlinale-Nominierung für den Goldenen Bär für Reflet dans un diamant mort